# Стрелков, Павел Георгиевич
Па́вел Гео́ргиевич Стрелко́в (15 января, 1892, Петербург — 4 мая, 1955, Йошкар-Ола) — советский лингвист, филолог, специалист по стилистике художественной речи, диалектологии, современному русскому языку. "Выдающийся советский лингвист", по отзыву академика В. В. Виноградова. Один из авторов академической "Грамматики русского языка", (АН СССР, 1952–1954). Вместе с А. В. Миртовым явился основоположником диалектологического направления в Пермском университете.

## Биография
Родился в Петербурге, в семье гдовского мещанина из крестьян Архангельской губернии.
В 1911 году окончил 6-ю Петербургскую гимназию (с премией имени К. П. Петрова за успехи по русскому языку и словесности).
Учился на историко-филологическом факультете Петроградского университета, где слушал лекции по лингвистическим дисциплинам А. А. Шахматова, И. А. Бодуэна де Куртенэ, Л. В. Щербы. В 1917 году окончил его по первому разряду. Оставлен Советом университета при кафедре русского языка для приготовления к профессорскому званию (по предложению А. А. Шахматова), но в канун революции был вынужден покинуть Петроград.
С осени 1917 года — преподаватель русского языка и словесности в Череповецком реальном училище. С 1920 года — преподаватель родного языка, литературы и методики родного языка в Череповецком институте народного образования (с 1922 года — Череповецкий педагогический техникум ).
В 1922 году преподавал на курсах по подготовке работников по ликвидации неграмотности, а также преподавал литературу солдатам Красной Армии.
С 1924 года — учёба на Центральных курсах обществоведения (Москва) (с получением квалификации работника по обществоведению в детских учреждениях и руководителя по переподготовке работников социального воспитания).
С 1925 по 1931 год работал в Пермском университете (педагогический факультет).
До 1937 года работал в должности доцента в Кировском пединституте; покинул его, опасаясь репрессий.
В 1939 году в Харьковском университете защитил кандидатскую диссертацию.
С  1946 по 1948 год — вновь работа в Пермском университете (историко-филологический факультет).

## Научная деятельность
Во время учёбы в Петербургском университете написал научную работу "О языке семи завещаний Московских великих князей XIV века", получившую высокую оценку акад. А. А. Шахматова. Работа была опубликована в 1927 году в сборнике "Общества исторических, философских и социальных наук" при Пермском университете. На это исследование многократно ссылался академик С. П. Обнорский при чтении лекций по истории русского языка в Ленинградском университете. Некоторые работы П. Г. Стрелкова по современному русскому литературному языку и языку художественной литературы XIX–XX вв. остались в рукописях.
Во время первого периода работы в Пермском университете (1925–1931) принимал участие в диалектологических экспедициях, опубликовал монографию "Синтаксис пермских сказок", ставшую наиболее крупной из его грамматических работ. В этот период он занимался также вопросами исторической грамматики, современного русского языка, исследованием языка художественных произведений. Под его влиянием лингвистами стали и его пермские ученики Д. И. Буторин, А. А. Горбунова, К. А. Гаинцева и др..
Во время второго периода работы в Пермском университете (историко-филологический факультет, 1946–1948) он организовал кружок для преподавателей кафедры русского языка и общего языкознания и студентов филологического направления историко-филологического факультета, где обучал умению слышать живую речь, умению транскрибировать. При его участии диалектологи факультета включились в работу по подготовке диалектологического атласа русских говоров Европейской части Союза, проводимую Академией наук СССР. Оставил о себе память как хороший организатор, опытный лингвист и великолепный знаток уральских говоров.
В Перми он занимался не только изучением диалектологии, но и вопросами исторической грамматики, современного русского языка, исследованием языка художественных произведений. П. Г. Стрелков принимал участие в составлении «Грамматики русского языка», изданной позже АН СССР (под ред. акад. В. В. Виноградова, 1952–1954). Им написаны главы «Имя числительное», «Местоимение», «Глагол». Вместе с А. В. Миртовым П. Г. Стрелков явился основоположником диалектологического направления в Пермском университете.
Талант исследователя особенно широко развернулся в работах по стилистике художественной речи: так, немало времени П. Г. Стрелков посвятил работе над языком произведений А. П. Чехова. По этой тематике опубликовано несколько статей, в которых дан тонкий анализ стилистических приемов А. П. Чехова. В её развитие была задумана монография — в качестве основы будущей докторской диссертации; однако планы учёного прервала преждевременная смерть.
Академик В. В. Виноградов называл Стрелкова "выдающимся советским лингвистом".

## Избранные работы
- О языке семи древнейших завещаний московских великих князей XIV века // Сб. о-ва философ., истор. и соц. наук при Пермск. гос. ун- те. – Пермь,1927. Вып. 2.
- К вопросу о фонеме // Сб. о-ва философ., истор. и соц. наук при Пермск. гос. ун- те. Пермь, 1929. Вып. 3.
- О степенях сравнения прилагательных в русском литературном языке // Ученые записки Пермского гос. ун-та. Отдел общ. наук. Вып. 1. Пермь, 1929.
- Синтаксис пермских сказок // Ученые записки Пермского гос. ун-та. Отдел общ. наук. Вып. 2. Пермь, 1931.
- О речевых стилях в пьесе Чехова "Вишневый сад" // Известия АН СССР. Отделение литературы и языка, 1951, том 10, выпуск 2, с.136–152
- Работа Чехова над языком своих произведений // Вопросы языкознания, 1955, №1. С.42–59.
- Семантическая структура пьесы Чехова "Вишневый сад" // Творчество А. П. Чехова. М., Учпедгиз, 1956). С. 215–239.